# Arthur Cleveland Coxe
Arthur Cleveland Coxe, född den 20 maj 1818, död den 20 juli 1896, var en amerikansk präst och biskop inom Episkopalkyrkan samt psalmförfattare. Han var son till abolitionistpastorn Samuel Hanson Cox och farbror till juristen Alfred Conkling Coxe den äldre..

## Psalmer
- I den sena midnattsstunden, nr 199 i Svenska Missionsförbundets sångbok 1920. Behöll samma nr 199 i Missionsförbundets nya sångbok Psalmer och sånger 1951 men med bearbetning av Lina Sandell-Bergs text till I de tysta midnatstimmar.